# Boy Rangers of America
Les Boy Rangers of America était un programme de scoutisme aux États-Unis pour les garçons de 8 à 12 ans,.  Il a été créé le 24 janvier 1913 à Montclair, au New Jersey, par Emerson Brooks.  Bien qu'indépendant des Boy Scouts of America, il a été le précurseur du programme de louveteaux de la BSA, aujourd'hui connu sous le nom de « Cub Scouting ».